# A belgiumi német nyelvi közösség napja
A belgiumi német nyelvi közösség napját minden év november 15-én ünnepli hivatalos a belgiumi német nyelvi közösség. Ez a nap nem számít hivatalos munkaszüneti napnak Belgiumban a német nyelvi közösségen kívül.

A német közösség címere

## Háttere
A belgiumi német nyelvi közösség az 1970-es belga alkotmányreformot követően alakult, a három hivatalosan elismert belga szövetségi tartomány egyike. A német nyelvi közösség mintegy 853 km² nagyságú területet foglal el Belgium keleti részén (az ún. Keleti Kantonok).
A korábban a Porosz Birodalomhoz tartozó Eupen, Malmedy és Sankt Vith kantonok 1920-ban, az első világháborút lezáró versailles-i békeszerződés eredményeként kerültek belga fennhatóság alá (napjainkban Malmedy és környéke a Belgiumi Francia Közösséghez tartozik). 1960-ban Belgium területét négy nyelvi közösségre osztották fel: a holland nyelvű Flandria, a francia nyelvű Vallónia, a hivatalosan kétnyelvű (holland-francia) Brüsszel és a német nyelvű keleti kantonok. 1973-ban alakultak meg a belső önkormányzattal rendelkező tartományok, köztük a Német nyelvi Közösség Parlamentje (németül: Rat der Deutschsprachigen Gemeinschaft). A német közösség elsősorban kulturális és nyelvi területen élvez jelentős autonómiát, a német nyelv egyike Belgium hivatalos nyelveinek.

## Az ünnepnap megalkotása
A német közösség először 1989-ben hirdetett pályázatot a közösség zászlajának és címerének kialakítására. A pályázat nem volt sikeres, ezért a közösségi címert a történelmi Limburgi Grófság és a Luxemburgi Grófság címeréből alkották meg.
A közösség parlamentje által 1990. október 1-jén elfogadott és november 15-én hivatalosan is kihirdetett határozat fogadta el a közösségi zászlót, címert és határozta meg november 15-ét, mint a közösség ünnepnapját.
2005 és 2013 között a központi ünnep minden évben a német nyelvterület kilenc településének valamelyikében zajlott. Számos koncert színesítette a népünnepély jellegét. A koncepció 2014-ben megújult. Azóta az ünnep mindig az eupeni Heidberg kolostorban kerül sor. Bár ez a nap nem hivatalos munkaszüneti nap Belgiumban, a Német nyelvi közösség intézményei ezen a napon szünetet tartanak.

## Helyszínek
- 2005: Bütgenbach
- 2006: Lontzen
- 2007: Büllingen[2]
- 2008: Eupen[3]
- 2009: St. Vith
- 2010: Kelmis[4]
- 2011: Burg-Reuland[5]
- 2012: Raeren[6]
- 2013: Amel[7]